# Via Claudia Augusta

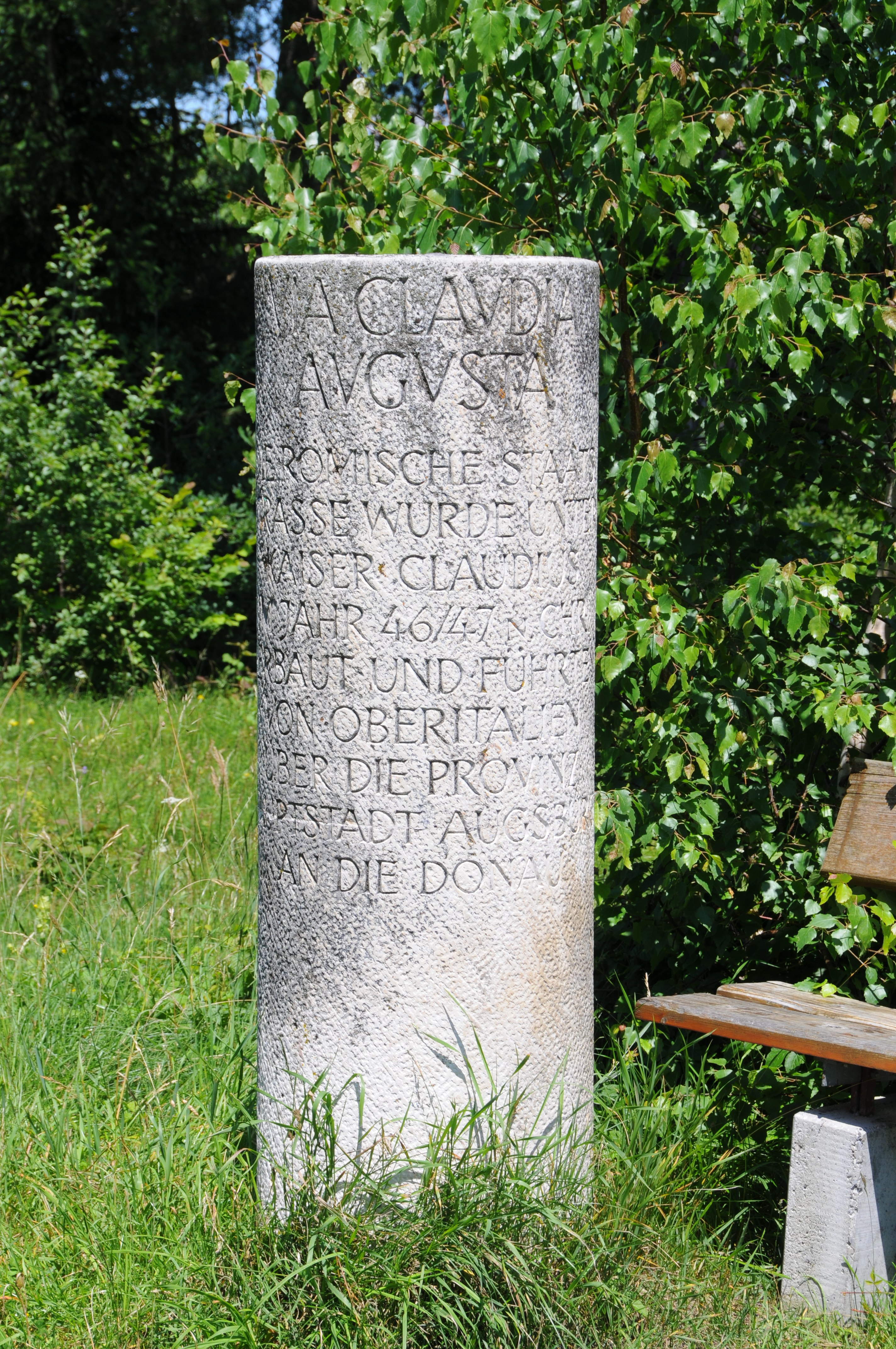
Rèplica d'un mil·liari romà de la Via Claudia Augusta prop de Unterdießen, Baviera.

La Via Claudia Augusta va ser la més gran de les calçades romanes que van travessar els Alps en temps de l'Imperi romà, comunicant la zona de la desembocadura del riu Po amb l'antiga regió de Forta. Per tant, el camí s'estenia entre el mar Adriátic i el curs alt del Danubi
Va ser construïda l'any 15 a. C. per Drus, que sent un jove cap militar, fill adoptiu de l'emperador August, dirigia la campanya militar al Nòric, actual Àustria. Va ser ampliada i acabada l'any 47, per ordre del fill de Drus, l'emperador Claudi, de qui va prendre el nom el camí. La ruta s'iniciava a les regions d'Itàlia: Altinum (Altino), seguint per Tridentum (Trento), i arribava a l'actual Donauwörth, a la regió alemanya de Baviera.

## La Via Claudia Augusta en l'actualitat

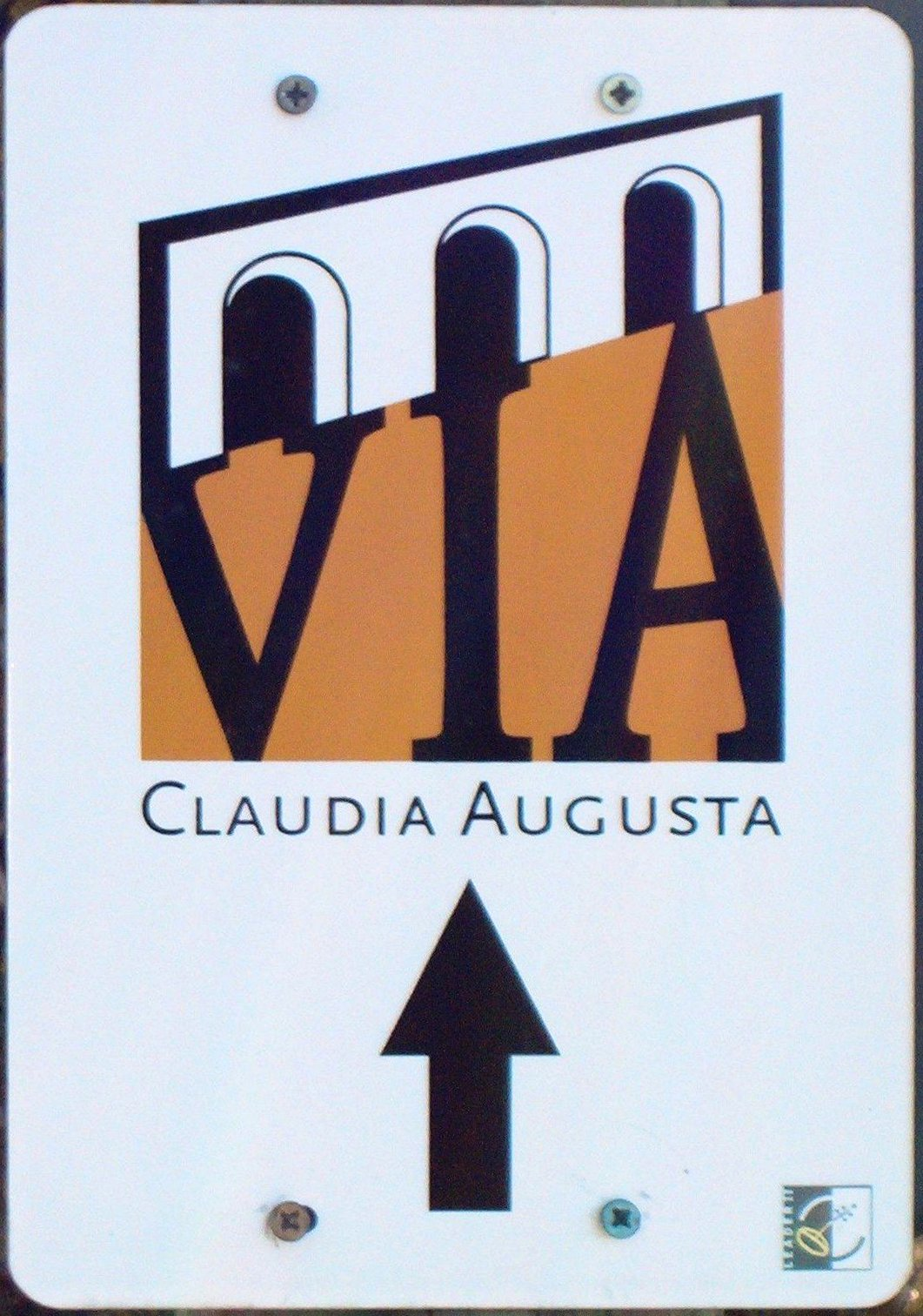
Senyal d'un tram de la via prop de Unterdießen, Baviera.

La ruta segueix existint, i des de la dècada de 1990 va augmentar l'interès del senderisme de llarga distància i del ciclisme, que han fet populars entre els turistes els trams de la Via Claudia Augusta, d'Alemanya i Àustria, amb el resultat que la senyalització moderna identifica la trajectòria revitalitzada.
Des de 2007, el Lloc Arqueològic Giontech, en Mezzocorona (Kronmetz) (Itàlia), actua com el Centre Internacional de Recerca Via Claudia Augusta, dirigit pel Prof. David Tomasi, amb el suport de la Fundació Piana Rotaliana i el Govern de la Ciutat de Mezzocorona (Kronmetz).
La Via Claudia Augusta ha estat una de les tres calçades triades, al costat de la Via Ruta de la Plata i la Via Valèria, per a formar part del documental Vies Romanes a Europa, amb el qual es podran presentar amb detall les tres les calçades romanes més importants d'Europa.